# شريف فينش
شريف فينش (بالإنجليزية: Sharif Finch)‏ هو لاعب كرة قدم أمريكية أمريكي، ولد في 1 أكتوبر 1995 في كوينز في الولايات المتحدة.